# Acrapex similis
Acrapex similis is een vlinder van de familie van de uilen (Noctuidae). De wetenschappelijke naam van deze soort is voor het eerst voorgesteld door Vladimir Kononenko in een publicatie uit 1999. De spanwijdte van het mannetje bedraagt 21,5 millimeter.
De soort komt voor in de bergen van Noord-Thailand.